# Fela Kuti
Fela Anikulapo Kuti (Abeokuta, 15 de octubre de 1938-Lagos, 2 de agosto de 1997) fue un multiinstrumentista y cantautor, político y activista de los derechos humanos nigeriano.
Creó el afrobeat, género que supuso una influencia enorme en las décadas de los 70 a los 90, y que consistía en una fusión de varios géneros como el jazz, el blues y el funk.
Es considerado uno de los músicos más importantes del continente africano y un ícono para Nigeria, siendo el músico más famoso nacido en ese país. Su canción "Zombie" figura en la lista de las 100 mejores canciones de la revista Time. 
Durante su vida tuvo que declarar 356 veces frente a un tribunal de justicia y fue detenido y encarcelado por la policía 4 veces. Falleció en 1997 por complicaciones derivadas del sida.
Entre sus hijos están los músicos Femi Kuti y Seun Kuti.

## Biografía
Fela Kuti nació en Abeokuta (Nigeria) en una familia de clase media cristiana como Olufela Olusegun Oludotun Ransome-Kuti. Su madre, Funmilayo Ransome-Kuti, era una activista del feminismo y del movimiento anticolonialista, mientras que su padre, el reverendo Israel Oludoton Ransome-Kuti, fue el primer presidente de la Unión de Maestros Nigerianos y un talentoso pianista.
En 1958 Kuti se mudó a Londres para estudiar medicina pero cambió de planes y se matriculó en el Trinity College of Music. Una vez comenzados sus estudios musicales formó una banda llamada Koola Lobitos, que tocaba afrobeat, estilo inventado por Fela Kuti que sintetizaba la música del oeste de África con el jazz más clásico.
En 1963 Fela se mudó a Nigeria y volvió a formar la disuelta banda Koola Lobitos, mientras que comenzó a trabajar como productor radial. En 1969 Fela llevó a la banda a Estados Unidos, en donde descubrió al movimiento Black Power (Poder negro) y al Partido de las Panteras Negras que lo influenció radicalmente en su música y en su visión política; rebautizó a su banda como Nigeria 70. Debido a su activismo, la oficina de inmigración de Estados Unidos comenzó los trámites de deportación por lo que Fela Kuti y su banda, rebautizada África '70 retornaron a Nigeria.
Una vez en su país, Fela creó Kalakuta Republic, una productora musical cooperativa en donde los activistas que buscaban la independencia solían reunirse. En el Hotel Empire inauguró un club nocturno en el cual tocaba regularmente.
En los años setenta decidió comenzar a cantar en inglés para que la «nación africana», en donde se hablan multitud de idiomas, pudiese comprender su mensaje político. Su popularidad creció y comenzó a sufrir persecuciones oficiales a causa de sus ideas políticas. 
En 1974 la policía intentó involucrarlo en un asunto de drogas «plantando» marihuana en sus ropas, Kuti reaccionó comiéndose la droga, motivo por el que la policía esperó a que defecara para proceder a un análisis fecal que no dio positivo debido a que Kuti consiguió dar a la policía las heces de otro detenido que no había consumido drogas, logrando salir de prisión; la historia fue contada muchas veces y editó un disco en el que quedó grabado para siempre: Expensive shit (‘mierda carísima’).
En 1977 Fela y África 70 lanzaron uno de sus discos más exitosos: Zombie, un ataque directo a los soldados nigerianos, utilizando el término zombi para referirse metafóricamente a los métodos del ejército. El disco fue tan exitoso que el gobierno lanzó diversos ataques en contra de la banda, con redadas y ataques armados a la cooperativa Kalakuta Republic; en uno de ellos 1000 soldados atacaron la cooperativa y Fela fue herido gravemente y su madre de 77 años fue lanzada por una ventana, lo que le ocasionó la muerte. El estudio fue destruido totalmente y allí también desaparecieron cientos de grabaciones originales.
En 1978 Fela se casó con 27 mujeres, muchas de ellas cantantes y bailarinas, conmemorando el aniversario del ataque a Kalakuta Republic. Ese año estuvo marcado por dos conciertos recordados, el primero en Acra en el cual una redada irrumpió durante el espectáculo en el momento en que Fela Kuti tocaba "Zombie" y fue expulsado de Ghana. El segundo fue en el Festival de Jazz de Berlín, tras el cual fue abandonado por todos sus músicos por los rumores que decían que Fela usaría el dinero recaudado para iniciar su campaña electoral con miras a las elecciones presidenciales en Nigeria.
Formó su propio partido político, al cual llamó "Movimiento del pueblo". En 1979 se postuló para presidente en la primera elección en más de una década, pero su candidatura fue rechazada. En esos momento creó una nueva banda a la que llamó "Egypt 80" y continuó grabando discos y realizando giras por su país. 
En 1983 se postuló nuevamente para presidente, y otra vez sufrió la persecución policial y fue encarcelado bajo el cargo de contrabando. Tras 20 meses en prisión fue liberado cuando cambió el gobierno, y Fela se divorció de 20 de sus esposas. 
En 1986, Fela actuó en el estadio de los Gigantes de Nueva Jersey en el marco de los conciertos de Amnistía Internacional compartiendo el escenario con Bono, Carlos Santana y The Neville Brothers. En 1989 lanzó el disco "Bestias sin nación" en el que atacó duramente a Margaret Thatcher, Ronald Reagan y al gobierno militar de Nigeria.
Fela Kuti cree en el ideal de la unidad africana y trata de predicar la paz entre los africanos. Panafricanista y socialista, apoya especialmente a los presidentes de Ghana, Kwame Nkrumah y de Burkina Faso,Thomas Sankara. El movimiento del Poder Negro Americano es también una de sus fuentes de influencia política. Por otro lado, es muy crítico con el gobierno estadounidense por discriminar a los negros y orquestar golpes de estado contra países africanos no alineados.
En la década de 1990 su actividad comenzó a mermar y dejó de lanzar discos. Una ola de rumores sobre su posible enfermedad y su negación a ser tratados inundó a los medios nigerianos.
El 2 de agosto de 1997 fue anunciada su muerte, con 57 años, en Lagos, Nigeria. Tiempo más tarde se difundió que había muerto de un ataque al corazón causado por su infección con el Virus de la Inmunodeficiencia Humana VIH, aunque sus seguidores todavía declaran que murió por los reiterados ataques que sufrió desde el gobierno de Nigeria a lo largo de 20 años de activismo político en pos de una África socialista y libre. Otras versiones, sin embargo, indican que su desmejorada salud fue el fruto de una vida sexual desenfrenada y sus creencias anticientíficas de que el virus solo atacaba a personas blancas, por lo que se negó a medicarse.
Fue enterrado enfrente de su casa en Ikeja el 12 de agosto de 1997. Durante el entierro, su hijo Femi tocó un solo de saxofón en su homenaje.

## Estilo
El estilo musical que fundó Fela Kuti fue el afrobeat, que es esencialmente una fusión entre jazz, funk y cantos tradicionales africanos. Se caracteriza por tener una sección rítmica, un trabajo vocal y una estructura musical africana más el agregado de una sección de vientos proveniente del jazz y del funk. Las letras siempre tocaron temas sensibles a los derechos humanos y las luchas por la liberación de los pueblos oprimidos, con un estilo llamado "pregunta y respuesta" en el cual un coro responde a las palabras de la voz principal.
La mayoría de las canciones de Kuti se extienden por más de 10 minutos, algunas llegan incluso a pasar la media hora. Quizás, esa sea una de las razones por las que Kuti no fue un artista popular fuera de África. Antes de cantar en inglés, Kuti solía cantar en yoruba, una de las 200 lenguas existentes en Nigeria.
Fela Kuti fue un multinstrumentista capaz de tocar más de diez tipos de instrumentos, entre los que se destacan el saxofón y los teclados, pero también trompetas, flautas, guitarras e instrumentos de percusión diversos. Una vez que Kuti grababa un tema jamás volvía a interpretarlo en un espectáculo o en algún otro disco ya que decía que el artista debe crear arte y no repetirlo.
En toda su carrera grabó 77 CD.
La banda Talking Heads, particularmente en Remain in Light, nombra como una de sus influencias principales el afrobeat de Fela Kuti. Remain in Light fue uno de los principales impulsores del New Wave, género que influyó en gran medida el rumbo de la música occidental en los años 80.

## Familia
En 1961 Fela se casó con su primera esposa, Remilekun (Remi) Taylor, con quien tuvo tres hijos (Femi, Yeni y Sola). 

## Discografía
| Año  | Título                                               | Sello                                           |
| 1971 | Live! (with Ginger Baker)                            | Regal Zonophone / Pathe Marconi                 |
| 1971 | Why Black Man Dey Suffer                             | EMI / Decca Afrodesia                           |
| 1972 | Stratavarious (with Ginger Baker)                    | Polydor / Atco                                  |
| 1972 | Na Poi                                               | EMI HMV                                         |
| 1972 | Open & Close                                         | EMI / Pathe Marconi                             |
| 1972 | Shakara                                              | EMI / Editions Makossa / Pathe Marconi / Creole |
| 1972 | Roforofo Fight                                       | Jofabro / Editions Makossa / Pathe Marconi      |
| 1973 | Afrodisiac                                           | EMI/ Regal Zonophone / Pathe Marconi            |
| 1973 | Gentleman                                            | EMI / Pathe Marconi / Creole                    |
| 1974 | Alagbon Close                                        | Jofabro / Editions Makossa                      |
| 1975 | Noise for Vendor Mouth                               | Afrobeat                                        |
| 1975 | Confusion                                            | EMI / Pathe Marconi                             |
| 1975 | Everything Scatter                                   | Coconut / Creole                                |
| 1975 | He Miss Road                                         | EMI / Pathe Marconi                             |
| 1975 | Expensive Shit                                       | Soundwork Shop / Editions Makossa               |
| 1976 | No Bread                                             | Soundwork Shop / Editions Makossa               |
| 1976 | Kalakuta Show                                        | Kalakuta / Editions Makossa                     |
| 1976 | Upside Down                                          | Decca Afrodisia                                 |
| 1976 | Ikoyi Blindness                                      | Africa Music                                    |
| 1976 | Before I Jump Like Monkey Give Me Banana             | Coconut                                         |
| 1976 | Excuse O                                             | Coconut                                         |
| 1976 | Zombie                                               | Coconut / Creole / Mercury                      |
| 1976 | Yellow Fever                                         | Decca Afrodesia                                 |
| 1977 | Opposite People                                      | Decca Afrodesia                                 |
| 1977 | Fear Not For Man                                     | Decca Afrodesia                                 |
| 1977 | Stalemate                                            | Decca Afrodesia                                 |
| 1977 | Observation No Crime                                 | Decca Afrodesia                                 |
| 1977 | Johnny Just Drop (J.J.D Live!! at Kalakuta Republic) | Decca Afrodesia                                 |
| 1977 | I Go Shout Plenty                                    | Decca Afrodesia                                 |
| 1977 | No Agreement                                         | Decca Afrodesia / Barclay / Celluloid           |
| 1977 | Sorrow, Tears and Blood                              | Kalakuta                                        |
| 1978 | Shuffering and Shmiling                              | Coconut / Celluloid                             |
| 1979 | Unknown Soldier                                      | Phonodisk / Uno Melodic                         |
| 1979 | I.T.T. (International Thief Thief)                   | Kalakuta                                        |
| 1980 | Music of Many Colours (with Roy Ayers)               | Phonodisk / Celluloid                           |
| 1980 | Authority Stealing                                   | Kalakuta                                        |
| 1981 | Original Sufferhead                                  | Lagos International / Arista                    |
| 1981 | Coffin for Head of State                             | Kalakuta                                        |
| 1983 | Perambulator                                         | Lagos International                             |
| 1985 | Army Arrangement                                     | Kalakuta / Celluloid                            |
| 1986 | Teacher Don't Teach Me Nonsense                      | Polygram / Barclay                              |
| 1989 | Beasts of No Nation                                  | Kalakuta / Eurobound / Shanachie                |
| 1989 | O.D.O.O. (Overtake Don Overtake Overtake)            | Kalakuta / Shanachie                            |
| 1990 | Confusion Break Bones                                | Kalakuta                                        |
| 1990 | Just Like That                                       | Kalakuta                                        |
| 1992 | Underground System                                   | Kalakuta / Sterns                               |